# 나비에-스토크스 방정식
나비에-스토크스 방정식(Navier-Stokes equations) 또는 N-S 방정식은 점성을 가진 유체의 운동을 기술(記述)하는 비선형 편미분방정식이다. 클로드 루이 나비에와 조지 가브리엘 스토크스가 처음 소개하였다. 오일러 방정식을 확장한 것이다.

## 활용
날씨 모델, 해류, 관에서 유체흐름, 날개주변의 유체흐름 그리고 은하안에서 별들의 움직임을 설명하는데 쓰일 수 있으며 실제로 항공기나 자동차 설계, 혈관내의 혈류, 오염물질의 확산 등을 연구하는데 사용되고 있다.

## 나비에-스토크스 문제
이 방정식이 광범위하게 사용되고 있지만 이 방정식의 3차원 강해가 항상 존재한다는 것을 증명하지 못했다. 1934년에 장 르레가 약해의 존재성을 증명했으나, 제한된 조건이 아닌 상황에서 강해의 존재성을 증명하지 못했다. 2차원의 경우 올가 라젠스카야가 완벽히 해결했고, 후에 많은 수학자들이 적절한 조건하에서 강해의 존재성을 증명했으나, 아직까지 완전한 강해의 존재성은 증명되지 않았다. 3차원의 경우 나비에-스토크스 방정식의 강해가 존재하거나, 유한 시간안에 폭발하는 해가 존재함을 보이는 것을 나비에-스토크스 존재성과 매끄러움(Navier–Stokes existence and smoothness) 문제라 한다. 2000년 5월 24일 클레이 수학연구소에서는 이 문제를 포함, 7개의 밀레니엄 문제를 해결하는데 각각 1,000,000달러의 상금을 내 걸었다.
2014년에 테렌스 타오가 평균화된 나비에-스토크스 방정식의 경우 유한 시간 안에 폭발하는 해가 존재한다는 것을 보였다.

## 공식
나비에-스토크스 방정식은 여러 형태로 쓰이지만, 다음은 아인슈타인 표기법을 사용해 쓴 것이다.
{\displaystyle {\frac {\partial u_{i}}{\partial t}}+u_{j}{\frac {\partial u_{i}}{\partial x_{j}}}=f_{i}-{\frac {1}{\rho }}{\frac {\partial p}{\partial x_{i}}}+\nu {\frac {\partial ^{2}u_{i}}{\partial x_{j}\partial x_{j}}}}
식에서 각 기호는 그 시각, 지점에서의
u: 속도
f: 단위체적당 걸리는 외력
ρ: 밀도
p: 압력
ν: 점성 계수
이다.
위 식을 벡터를 이용하여,
{\displaystyle {\frac {\partial {\boldsymbol {u}}}{\partial t}}+({\boldsymbol {u}}\cdot \nabla ){\boldsymbol {u}}={\boldsymbol {f-}}{\frac {1}{\rho }}\nabla p+\nu \triangle {\boldsymbol {u}}}
로 쓸 수도 있다.
{\displaystyle \nabla }는 델 (연산자)이다.
{\displaystyle \Delta }는 라플라스 연산자이다.
방정식은 뉴턴의 운동방정식(가속도 = 힘/질량)에 기반하고 있으며, 좌변이 가속도, 우변이 유체에 작용하는 단위 질량당 힘을 나타내고 있다.

## 같이 보기
- 비뉴튼 유체
- 레이놀즈 수송정리

## 서지
- Acheson, D. J. (1990), 《Elementary Fluid Dynamics》, Oxford Applied Mathematics and Computing Science Series, Oxford University Press, ISBN 0-19-859679-0
- Batchelor, G. K. (1967), 《An Introduction to Fluid Dynamics》, Cambridge University Press, ISBN 0-521-66396-2
- Landau, L. D.; Lifshitz, E. M. (1987), 《Fluid mechanics》, Course of Theoretical Physics 6 2 revis판, Pergamon Press, ISBN 0-08-033932-8, OCLC 15017127
- Rhyming, Inge L. (1991), 《Dynamique des fluides》, Presses polytechniques et universitaires romandes
- Polyanin, A. D.; Kutepov, A. M.; Vyazmin, A. V.; Kazenin, D. A. (2002), 《Hydrodynamics, Mass and Heat Transfer in Chemical Engineering》, Taylor & Francis, London, ISBN 0-415-27237-8
- Currie, I. G. (1974), 《Fundamental Mechanics of Fluids》, McGraw-Hill, ISBN 0-07-015000-1
- V. Girault and P.A. Raviart. Finite Element Methods for Navier–Stokes Equations: Theory and Algorithms. Springer Series in Computational Mathematics. Springer-Verlag, 1986.